# پتاسیم سولفیت
پتاسیم سولفیت (به انگلیسی: Potassium sulfite) با فرمول شیمیایی K۲SO۳ یک ترکیب شیمیایی است. که جرم مولی آن ۱۵۸٫۲۶ g/mol می‌باشد. شکل ظاهری این ترکیب، جامد سفید است.